# Dúo

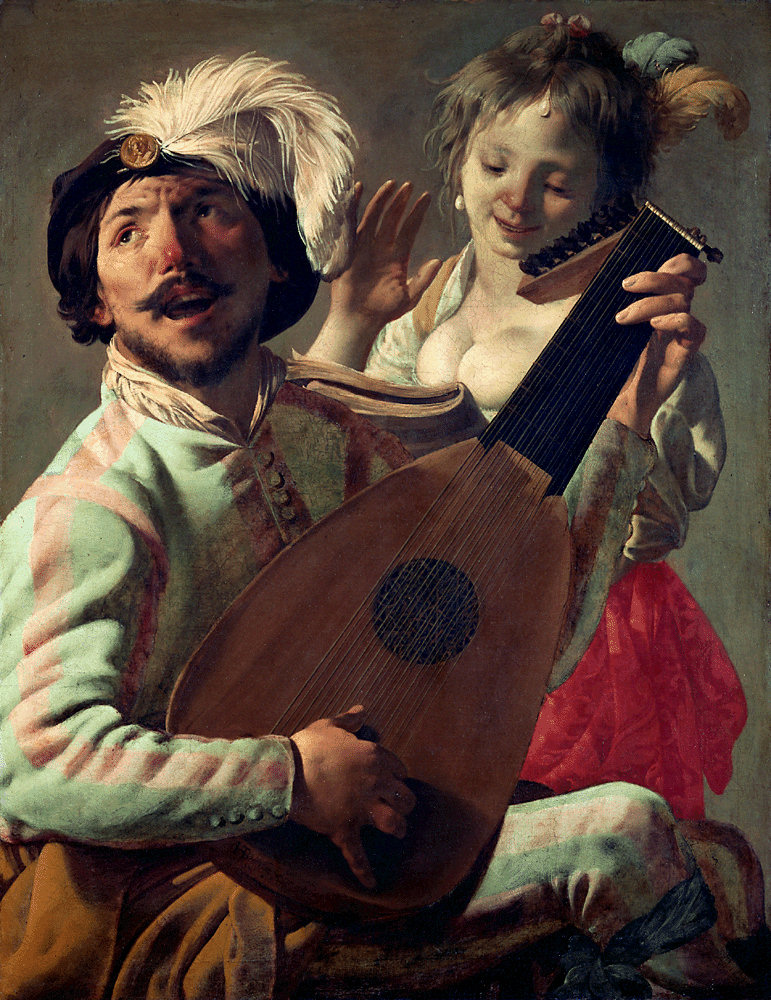
El dúo de Hendrick ter Brugghen.

En el ámbito de la música, un dúo o dueto (términos ambos provenientes de la lengua italiana) es una agrupación de dos instrumentistas o intérpretes vocales. Los términos dúo y dueto se aplican también a una pieza musical escrita para ser interpretada por un conjunto de tales características.

## Dúo como agrupación musical

### Agrupación instrumental
Los dúos pueden tener combinaciones instrumentales muy variadas, aunque las más difundidas son:
- Dúo de cuerda: violín y viola; viola y violonchelo.

#### Música popular urbana
Los dúos instrumentales no son frecuentes en la música popular del siglo XX, sobre todo porque la mayoría de los géneros musicales requieren un instrumento principal y una sección rítmica con dos o más instrumentistas. Esta necesidad rítmica implicaba que los dúos tenían que incluir un instrumento rítmico, por lo general una guitarra o un banjo.
En jazz la asociación entre el guitarrista Eddie Lang y el violinista Joe Venuti obtuvo un gran reconocimiento en la década de 1920. En las siguientes décadas sobresalieron dúos formados por guitarra y bajo como Jim Hall y Pat Metheny. Más adelante, el virtuosismo alcanzado con el órgano Hammond hizo posible la formación de dúos de órgano y batería. 
En blues destacan dúos como Scrapper Blackwell y Leroy Carr que combinaban piano y guitarra; o Brownie McGhee y Sonny Terry cuya fórmula guitarra-armónica sirvió de inspiración a muchos otros músicos.

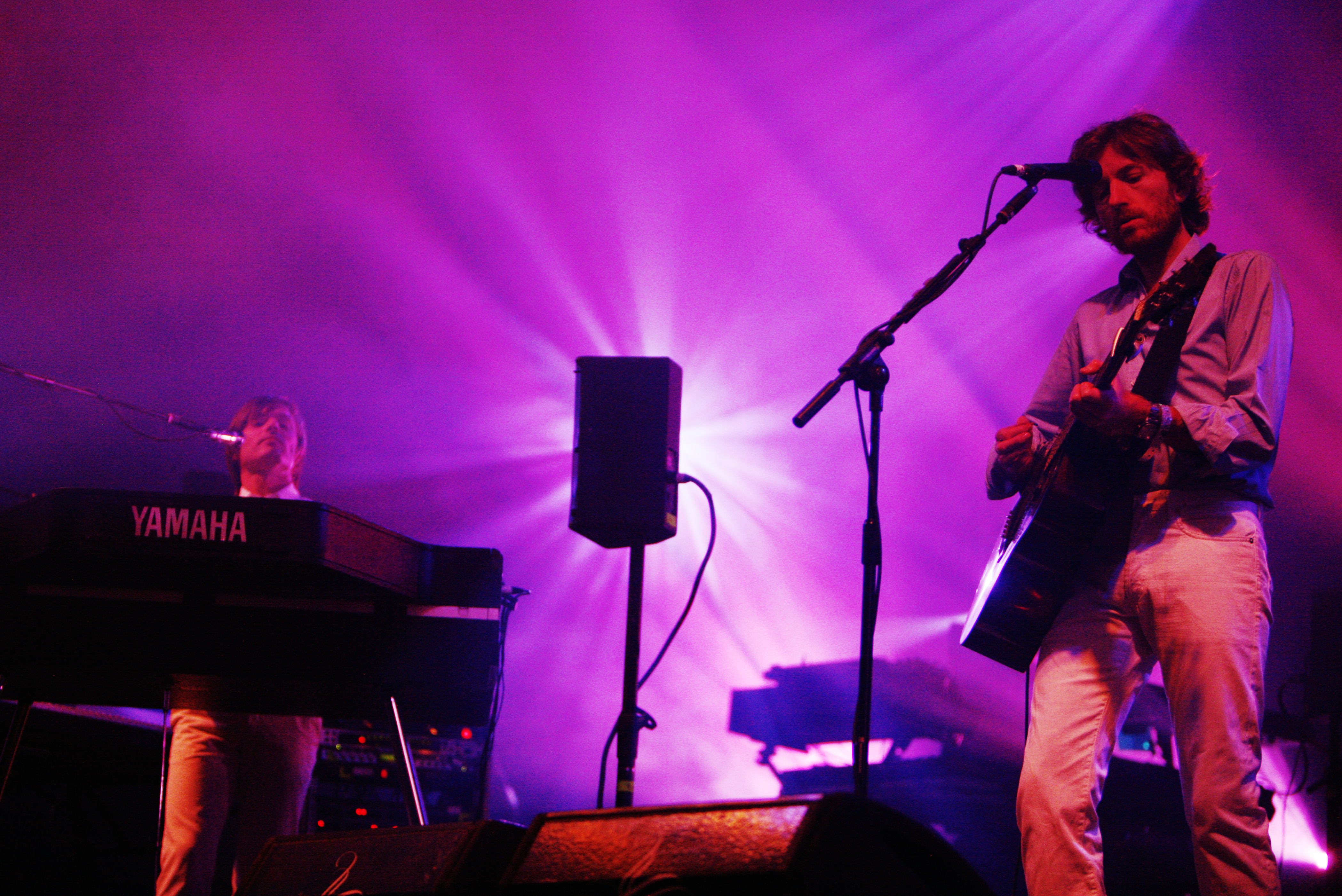
La banda francesa Air, 2007.

En el ámbito country fueron pioneros Tom Darby y Jimmie Tarlton tocando guitarras gemelas. La música country posterior a 1945 favoreció agrupaciones con un mayor número de integrantes, salvo en el subgénero conocido como bluegrass en el que destacaban figuras como Lester Flatt y Earl Scruggs con su dúo de guitarra y banjo.
Los cruces de la música popular con la música clásica de India y la de Europa dieron a conocer otro tipo de dúos. Por ejemplo, el dúo de sitar y tabla personificado por Ravi Shankar y Alla Rakha; al dúo de pianos popularizado en Estados Unidos por Ferrante & Teicher y en Gran Bretaña por Rawicz & Landauer.
Los nuevos géneros de música dance que surgieron a partir de finales de la década de 1980 introdujeron un nuevo tipo de dúo cuyos miembros llevan a cabo la producción o remezcla de las grabaciones y en ocasiones también son intérpretes. Algunos ejemplos de este tipo de agrupación son los estadounidenses C+C Music Factory, los británicos The Chemical Brothers, así como los franceses Air y Daft Punk.

### Agrupación vocal
Un dúo vocal suele adoptar una de las siguientes combinaciones:
- Tenor y soprano
- Tenor y mezzosoprano
- Tenor y barítono
- Tenor y bajo
- Dos tenores
- Dos sopranos
- Soprano y mezzosoprano
- Soprano y barítono

#### Música clásica
Los tropos y conductus floridos a dos voces del siglo XIII seguramente cantados por solistas son los primeros ejemplos de verdaderos dúos en la historia de la música clásica. En los motetes y misas del siglo XV estos pasajes menudo se alternan con secciones corales, como ocurre en el Credo de Guillaume Legrant. Muchas fuentes de la música de John Dunstable llevan la rúbrica "dúo". En el primer libro de madrigales a dos voces de 1541 de Jhan Gero y las canzonets de Thomas Morley el dúo pasa a ser una pieza independiente.
En el Renacimiento el bicinium vocal e instrumental ejemplifica los inicios de una literatura de dúos de intención didáctica. Este tipo de literatura persiste a través de composiciones como los Aires para dos violines hechos a propósito para la mejora de los practicantes en consort  (1709) de Johann Christoph Pepusch y el dúo para piano Il maestro e lo scolare de Haydn hasta piezas del siglo XX como los dúos para violín de Bartók o los n.º 43 y 55 de su Mikrokosmos.
En la ópera el dúo se empleó casi desde el principio. El Orfeo y L'incoronazione di Poppea de Monteverdi contienen dúos como elementos vocales finales, siendo este último -un dúo de amor para Poppea y Nerón. Este fue el primer ejemplo significativo de un género que persistió hasta que se fundió en la continuidad general de la música (como en Verdi o Puccini) o se disolvió en un diálogo musical en el que las voces ya no cantaban simultáneamente (como en Wagner o Richard Strauss más tarde).
El término "dueto" se empleó escasamente en la ópera barroca y metastasiana. En la segunda mitad del siglo XVIII y sobre todo en el XIX, el dueto fue sustituyendo al aria como composición principal de la ópera. Se prefería el dueto gracias a su dinamismo, consecuencia del enfrentamiento y contraste entre dos personajes. Su estructura varía según la época histórica y las escuelas operísticas. En el caso de duetos breves y sin articulación interna se habla de duettino (duetinos).

#### Música popular urbana

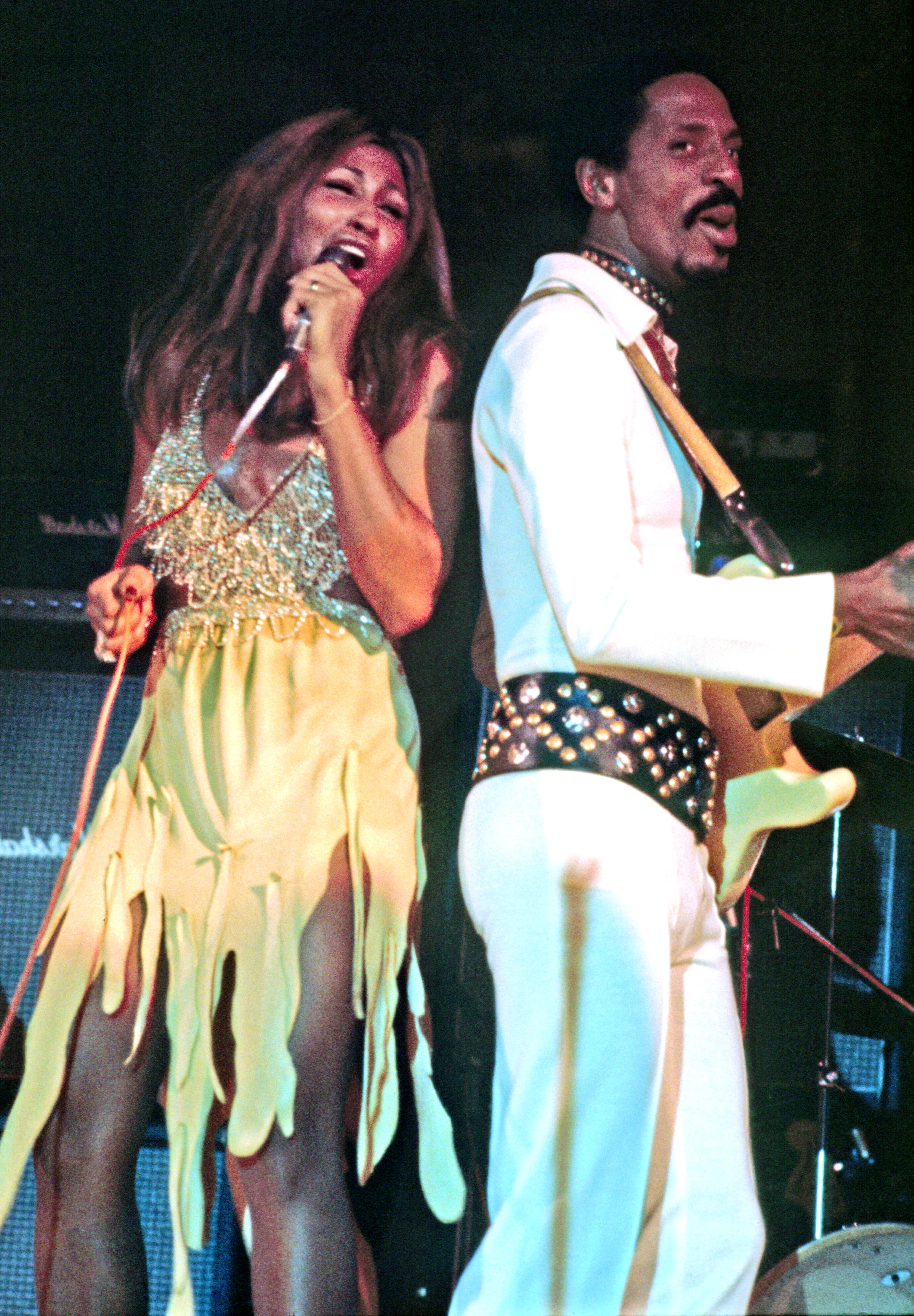
Ike & Tina Turner, 1972.

Los dúos vocales mixtos formados por una voz masculina y una voz femenina como Nelson Eddy y Jeanette MacDonald, así como Fred Astaire y Ginger Rogers alcanzaron renombre por sus actuaciones en los musicales de Broadway y de Hollywood. Asimismo, el dúo vocal mixto fue un rasgo principal de la música country desde la década de 1950 hasta la década de 1970. Entre las parejas más célebres de este estilo se encuentran Porter Wagoner y Dolly Parton, George Jones y Tammy Wynette o Loretta Lynn y Conway Twitty.
En la música popular afroamericana de los años 1960 la Motown dio a conocer a Marvin Gaye y Tammi Terrell, mientras Stax hacía grabaciones con William Bell y Judy Clay; y en Chicago destacaban Jerry Butler y Betty Everett. También sobresalen dúos soul como el formado por Roberta Flack y Donny Hathaway o Womack & Womack. Un dúo reggae que alcanzó reconocimiento internacional fue el de Bob and Marcia. En música pop también hay muestras de dúos vocales mixtos como Sonny & Cher, el dúo israelí Esther and Abi Oferim o el británico Peters and Lee.
Otro tipo relevante es el dúo vocal e instrumental. Algunos ejemplos de esta agrupación fueron el guitarrista Les Paul y la vocalista Mary Ford; dúos de rhythm and blues como Mickey & Sylvia, Inez & Charlie Foxx o Ike & Tina Turner. En el ámbito pop alcanzaron un gran éxito comercial el dúo formado por un hermano y una hermana The Carpenters, así como la banda sueca Roxette. Este tipo de dúo no suele estar compuesto solamente por integrantes masculinos, aunque hay alguna muestra como Simon & Garfunkel, Soft Cell y The Communards.

## Dúo como pieza musical

### Música clásica
En música clásica sobresalen las siguientes piezas instrumentales compuestas para este tipo de agrupación:
- Haydn: seis dúos para violín y viola, Hob. VI:1-6, 1766-1768.
- Beethoven: Dúo para viola y violonchelo, WoO 32 "para dos gafas obligadas", 1795-1797.
- Ravel: sonata para violín y violonchelo "A la memoria de Claude Debussy", 1922.

En el ámbito de la música clásica vocal destacan los siguientes dúos operísticos:
- "Sull'aria... che soave zeffiretto" en Las bodas de Fígaro de Wolfgang Amadeus Mozart, 1786. Dúo para dos sopranos.
- "Là ci darem la mano" en Don Giovanni de Wolfgang Amadeus Mozart, 1787. Dúo para soprano y barítono.
- "Bei Männern, welche Liebe fühlen" en La flauta mágica de Wolfgang Amadeus Mozart, 1791. Dúo para soprano y bajo.
- "Un soave non so che" en La Cenerentola de Gioacchino Rossini, 1817. Dúo para mezzosoprano y tenor.
- "Duetto buffo di due gatti" ("Dúo de los gatos") atribuido a Gioacchino Rossini, 1825. Dúo para dos sopranos.
- "Un dì, felice, eterea" en La Traviata de Giuseppe Verdi, 1853. Dúo para soprano y tenor.
- "Au fond du temple saint" en Los pescadores de perlas de Georges Bizet, 1863. Dúo para tenor y barítono.
- "Lontano, lontano" en Mefistófeles de Arrigo Boito, 1868. Dúo para soprano y tenor.
- "Pur ti riveggo, mia dolce Aida" en Aida de Giuseppe Verdi, 1871. Dúo para soprano y tenor.
- "Laggiù nelle nebbie remote" en La Gioconda de Amilcare Ponchielli, 1876. Dúo para mezzosoprano y tenor.
- "Belle nuit, ô nuit d'amour" ("Barcarolle") en Los cuentos de Hoffmann de Jacques Offenbach, 1881. Dúo para soprano y mezzosoprano.
- "Suzel, buon dì" ("Dúo de las cerezas") en L'amico Fritz de Pietro Mascagni, 1891. Dúo para soprano y tenor.
- "¡O Mimì!, ¡Tu più non torni!" en La bohème de Giacomo Puccini, 1896. Dúo para tenor y barítono.
- "Sous le dôme épais" ("Dúo de las flores") en Lakmé de  Léo Delibes, 1898. Dúo para dos sopranos.
- "Viene la sera" en Madama Butterfly de Giacomo Puccini, 1904. Dúo para soprano y tenor.
- “Mir ist die ehre widerfahren” en El caballero de la rosa de Richard Strauss, 1911. Dúo para soprano y mezzosoprano.

### Música popular urbana
En música popular urbana son famosas las siguientes piezas compuestas para este tipo de agrupación:
- "Baby, It's Cold Outside" – Ricardo Montalbán y Esther Williams, y con los roles cambiados Red Skelton y Betty Garrett, 1948.
- "Dream a Little Dream of Me" – Louis Armstrong y Ella Fitzgerald, 1950.
- "I Got You Babe" – Sonny & Cher, 1965.
- "Ain't No Mountain High Enough" – Marvin Gaye y Tammi Terrell, 1967.
- "Jackson" – Johnny Cash y June Carter, 1967.
- "Somethin' Stupid" – Frank Sinatra y Nancy Sinatra, 1967.
- "Waters of March" – Elis Regina y Antonio Carlos Jobim, 1972.
- "Don't Go Breaking My Heart" – Elton John y Kiki Dee, 1976.
- "You're The One That I Want" – John Travolta y Olivia Newton-John, 1978.
- "Dead Ringer for Love" – Meat Loaf y Cher, 1981.
- "Endless Love" – Diana Ross y Lionel Richie, 1981.
- "Under Pressure" – Freddie Mercury y David Bowie, 1981.
- "Ebony and Ivory" – Paul McCartney y Stevie Wonder, 1982.
- "Islands in the Stream" – Kenny Rogers y Dolly Parton, 1983.
- "Don't Give Up" – Kate Bush y Peter Gabriel, 1985.
- "(I've Had) The Time of My Life" – Bill Medley y Jennifer Warnes, 1987.
- "Barcelona" – Freddie Mercury y Montserrat Caballé, 1988.
- "Empire State of Mind" – Jay-Z y Alicia Keys, 2009.